# 知床旅情殺人事件
『知床旅情殺人事件』（しれとこりょじょうさつじんじけん）は、1990年にテレビ朝日系「土曜ワイド劇場」で放送されたテレビドラマ。主演は柏原芳恵。視聴率は22.9%。

## キャスト
- 北代悠子（前島の婚約者・城東証券渋谷支店勤務） - 柏原芳恵
- 沢井一樹（ユキの従兄を名乗る男） - 石原良純
- 深町孝夫（里美の夫・画家） - 清水健太郎
- 主任刑事 - 誠直也
- ユミオカ（金融業者） - 山中康司
- ナカオ（刑事） - 遠藤征慈
- 捜査本部長 - 相馬剛三
- トシエ（裏ビデオに出演していた女） - 岸加奈子
- 前島真一郎（城東証券本社調査部第一係長） - 中島久之
- 深町里美（城東証券釧路支店支店長代理） - 范文雀
- 河合絃司、江原正士、赤坂広人、根本里由子、唐木ちえみ、宇治絵美、清原倫

## スタッフ
- 脚本 - 長野洋
- 監督 - 井上芳夫
- プロデューサー - 野木小四郎、塙淳一
- 制作 - テレビ朝日、大映テレビ